# ロイヤル・スコティッシュ管弦楽団
ロイヤル・スコティッシュ・ナショナル管弦楽団（英語: Royal Scottish National Orchestra）は、スコットランドの最大都市グラスゴーを本拠地とするオーケストラ。グラスゴー・ロイヤル・コンサート・ホール及びヘンリー・ウッド・ホールを拠点とし、エディンバラ国際フェスティバルやBBCプロムスにも定期的に登場している。

## 沿革
1891年に「スコティッシュ管弦楽団」(the Scottish Orchestra)として設立される。1950年に「スコティッシュ・ナショナル管弦楽団」（Scottish National Orchestra）と改称した。1991年から英国王室の財政的支援を受けることとなり、名称に「ロイヤル」を冠した現在の名称となった。

## 組織
1959年よりアレクサンダー・ギブソンがスコットランド出身者として初めて首席指揮者に就任し、彼の25年にわたる長期政権のもとで大きく発展を遂げるとともに世界的知名度を獲得した。ギブソンの専門分野であった北欧の作曲家（シベリウス、ニールセンなど）の解釈は高い評価を得た。更に後を引き継いだネーメ・ヤルヴィ、そしてスコットランド出身者としては2人目となるブライデン・トムソンによって、この特色はより強固なものとなった。

## 歴代首席指揮者
- ジョージ・ヘンシェル (1893年 – 1895年)
- ウィレム・ケス (1895年 – 1898年)
- ヴィルヘルム・ブルッフ (1898年 – 1900年)
- フレデリック・コーウェン (1900年 – 1910年)
- エミル・ムイナルスキ (1910年 – 1916年)
- ランドン・ロナルド (1916年 – 1920年)
- ヴァーツラフ・ターリヒ (1926年 – 1927年)
- ヴラディミール・ゴルシュマン (1928年 – 1930年)
- ジョン・バルビローリ (1933年 – 1936年)
- ジョージ・セル (1937年 – 1939年)

- ウォリック・ブレイスウェイト (1940年 – 1946年)
- ワルター・ジュスキント (1946年 – 1952年)
- カール・ランクル (1952年 – 1957年)
- ハンス・スワロフスキー (1957年 – 1959年)
- アレクサンダー・ギブソン (1959年 – 1984年)
- ネーメ・ヤルヴィ (1984年 – 1988年)
- ブライデン・トムソン (1988年 – 1990年)
- ヴァルター・ヴェラー (1991年 – 1996年)
- アレクサンドル・ラザレフ (1997年 – 2005年)
- ステファヌ・ドゥネーヴ (2005年 – 2012年)
- ピーター・ウンジャン (2012年 – 2018年)
- トーマス・セナゴー（英語版） (2018年 – )[1]

## 録音
1980年から1990年代にはシャンドスに多数の録音を行っている。代表的なものにはギブソン指揮によるシベリウス交響曲全集、トムソン指揮のニールセン交響曲全集がある。近年はナクソスへの録音が多く、ゲオルク・ティントナー指揮によるブルックナーの交響曲録音や、デーヴィッド・ロイド＝ジョーンズ指揮によるイギリスものなどが有名である。